# Fundacja im. Stefana Batorego
Fundacja im. Stefana Batorego – organizacja pozarządowa o statusie organizacji pożytku publicznego. Założona przez amerykańskiego finansistę i filantropa George’a Sorosa i grupę działaczy polskiej opozycji demokratycznej lat 80. Działa na rzecz rozwoju demokracji i społeczeństwa obywatelskiego.
Podstawową metodą działania Fundacji, nazwanej na życzenie fundatora imieniem polskiego króla węgierskiego pochodzenia – Stefana Batorego, jest udzielanie dotacji organizacjom podejmującym działania na rzecz dobra publicznego. Fundacja realizuje też własne projekty: organizuje konferencje i debaty, wizyty studyjne i szkolenia, wydaje publikacje, prowadzi kampanie społeczne i działania rzecznicze, monitoruje funkcjonowanie instytucji publicznych. Działalność Fundacji finansowana jest z darowizn osób indywidualnych, firm i instytucji z Polski i zagranicy.
W ramach swojej działalności Fundacja współpracuje z instytucjami z kraju i zagranicy. Jest członkiem Forum Darczyńców w Polsce i Grupy Zagranica, a także Europejskiego Centrum Fundacji (European Foundation Centre) w Brukseli, European Civic Forum, Forum Społeczeństwa Obywatelskiego Partnerstwa Wschodniego i Forum Społeczeństwa Obywatelskiego Unia-Rosja. Fundacja jest też oficjalnym partnerem Transparency International w Polsce. Należy do sieci fundacji działających na rzecz społeczeństwa otwartego Open Society European Network oraz do UN Convention against Corruption (UNCAC). 
Siedziba Fundacji znajduje się przy ul. Sapieżyńskiej 10a w Warszawie.

## Historia fundacji
Fundacja została założona przez amerykańskiego finansistę i filantropa, George’a Sorosa, oraz grupę przywódców polskiej opozycji demokratycznej lat 80. Zarejestrowana w maju 1988 roku, na początku swojego istnienia angażowała się w przygotowywanie nowych kadr dla demokracji i gospodarki rynkowej oraz wspomaganie reform ustrojowych. Połowę swojego budżetu Fundacja przeznaczała na dofinansowywanie działań podejmowanych przez inne instytucje. W 1991 roku powołana została Rada Fundacji.
Lata 1994–1998 były okresem dynamicznego rozwoju. Budżet Fundacji wzrósł prawie trzykrotnie (z 15 do 40 mln zł), a liczba pracowników zwiększyła się do 60 osób. Fundacja rozszerzyła swoją działalność o obszary wcześniej nieobecne w świadomości społecznej, takie jak: równouprawnienie kobiet, przemoc domowa i przemoc wobec dzieci, opieka paliatywna i ruch hospicyjny. W tym okresie Fundacja ostatecznie ukształtowała swój profil organizacji przede wszystkim grantodawczej, skupiając się na przekazywaniu dotacji na działania osób prywatnych, organizacji pozarządowych i instytucji.
W latach 1999–2002 zajęła się realizacją zadań, podyktowanych zbliżającym się wstąpieniem Polski do Unii Europejskiej. Powstał Program Europejski, programy Edukacji Prawnej i Przeciw Korupcji. W związku z realizacją nowych programów i jednocześnie pojawiającymi się ograniczeniami budżetowymi, Fundacja zrezygnowała z bezpośredniego wspierania podmiotów gospodarczych, zmniejszyła środki przeznaczane na szkolnictwo wyższe i stypendia akademickie, a w dziedzinie kultury ograniczyła się do wspierania jedynie inicjatyw podejmowanych na prowincji.
Fundacja otrzymała tytuł „Organizacja Pozarządowa Roku” 2002 Forum Ekonomicznego.
Od roku 2003, wśród priorytetów Fundacji znalazły się: wzmacnianie roli i aktywności społeczeństwa obywatelskiego, propagowanie swobód obywatelskich i zasad państwa prawa oraz rozwijanie współpracy i solidarności międzynarodowej. Fundacja postawiła też na długofalowe finansowanie określonych projektów i instytucjonalne wzmacnianie trzeciego sektora. Do końca 2008 roku, Fundacja Batorego przekazała 430 takich dotacji, przeznaczając na nie ponad 56 milionów złotych, z czego 11 milionów trafiło dla 10 organizacji budujących kapitały wieczyste. Fundacja wspiera tworzenie funduszy lokalnych, działania Sieci Wspierania Organizacji Pozarządowych SPLOT i Centrów Wolontariatu.
Od 2006 roku, pod hasłem „Masz głos, masz wybór”, Fundacja Batorego prowadzi działania mające na celu zainteresowanie obywateli sprawami ich wspólnoty i zachęcenie ich do uczestnictwa w życiu publicznym. Cele te realizowała m.in., współorganizując ogólnopolskie kampanie profrekwencyjne zachęcające obywateli do świadomego udziału w wyborach do samorządu (2006), Sejmu (2007) i Parlamentu Europejskiego (2009), a także prowadząc monitoring obietnic wyborczych.
W 2018 roku Fundacja powołała do życia think-tank forumIdei, którego celem jest poszukiwanie odpowiedzi na współczesne wyzwania społeczne i polityczne w Polsce i na arenie międzynarodowej, promowanie kultury dialogu między różnymi środowiskami ideowymi i politycznymi, proponowanie praktycznych rozwiązań dla budowania Polski demokratycznej, obywatelskiej, praworządnej oraz zakorzenionej w Europie. Forum łączy dotychczasowe działania eksperckie i rzecznicze rozwijane w ramach prowadzonych wcześniej programów: Odpowiedzialne Państwo, Masz Głos, Masz Wybór, Otwarta Europa i Debaty Fundacji Batorego.
W ciągu 30 lat działalności Fundacja wydała 609 mln zł: przekazała ponad 17 tysięcy dotacji i 6,5 tysiąca stypendiów na kwotę 455 mln zł, a 154 mln zł przeznaczyła na działania prowadzone samodzielnie.

## Zadania Fundacji
Do priorytetowych zadań Fundacji należy:
- poprawa jakości polskiej demokracji

Fundacja wspiera inicjatywy służące zwiększaniu partycypacji obywatelskiej i wzmacnianiu poczucia odpowiedzialności obywateli za wspólne dobro. Działa na rzecz przejrzystości życia publicznego i upowszechniania społecznego nadzoru nad funkcjonowaniem instytucji publicznych. Dąży również do podniesienia poziomu publicznej debaty i „uspołecznienia” procesu formułowania i wdrażania polityk publicznych.
- wzmacnianie roli instytucji obywatelskich w życiu publicznym

Fundacja wspiera rozwój organizacji i koalicji pozarządowych działających na rzecz poprawy jakości polskiej demokracji i rozwijania współpracy międzynarodowej. Dąży do profesjonalizacji i legitymizacji prowadzonych przez nie działań, budowie ich wiarygodności i zwiększenia skali ich oddziaływania na sferę publiczną.
- rozwijanie współpracy i solidarności międzynarodowej

Fundacja działa na rzecz zbliżenia między państwami Unii Europejskiej i krajami położonymi od niej na Wschodzie, przede wszystkim Ukrainą i Białorusią. Wspiera działania sprzyjające wymianie między krajami Europy Środkowej i Wschodniej doświadczeń związanych z procesami przemian politycznych, budowaniem społeczeństwa obywatelskiego i rozwiązywaniem problemów społecznych. Dąży również do zwiększenia roli polskich organizacji pozarządowych na arenie międzynarodowej.

## Programy prowadzone przez Fundację

### Programy grantodawcze
- Aktywni Obywatele – Fundusz Krajowy – celem programu o budżecie 30 milionów EUR jest wzmocnienie społeczeństwa obywatelskiego, aktywności obywatelskiej oraz upodmiotowienie grup zagrożonych wykluczeniem. Program prowadzi konsorcjum złożone z trzech organizacji: Fundacji im. Stefana Batorego (lider), Fundacji Stocznia oraz Fundacji Akademia Organizacji Obywatelskich. Program prowadzony jest w latach 2019-2024 ze środków Mechanizmu Finansowego Europejskiego Obszaru Gospodarczego i Norweskiego Mechanizmu Finansowego (tzw. Funduszy norweskich i Funduszy EOG) 2014-2021.
- Fundusz Praw Kobiet – celem programu jest wzmocnienie i wsparcie finansowe organizacji społecznych i inicjatyw obywatelskich działających na rzecz ochrony praw kobiet i udzielającym im pomocy. Program uruchomiony został w listopadzie 2020 roku.
- Dla Białorusi – celem programu jest wspieranie inicjatyw obywatelskich, służących budowaniu społeczeństwa otwartego oraz przygotowaniu demokratycznych przemian na Białorusi.
- Fundusz Solidarnościowy Działaj Dalej – celem programu uruchomionego w 2020 roku było wsparcie organizacji społecznych w rozwiązaniu problemów związanych z pandemią koronawirusa. Program skierowany był do organizacji społecznych, które prowadzą działania w obszarach priorytetowych Fundacji: ochrony praw człowieka i równego traktowania, w tym szczególnie praw kobiet i mniejszości, przestrzegania praworządności, jawności i przejrzystości w życiu publicznym, ochrony środowiska i ochrony praw zwierząt.

### Programy operacyjne
- forumIdei – think tank pro publico bono Fundacji im. Stefana Batorego. Wspiera wiedzą aktywnych obywateli, działa na rzecz demokratycznego państwa prawa i odpowiedzialnej debaty publicznej. Analizy oraz propozycje rozwiązań wypracowywane przez forumIdei dotyczą m.in.: samorządności, funkcjonowania partii politycznych, idei sprawiedliwości społecznej, transparentności administracji publicznej oraz przyszłości Polski w Unii Europejskiej.
- Masz Głos, Masz Wybór – celem programu jest zainteresowanie obywateli sprawami ich lokalnych społeczności i zachęcenie do uczestnictwa w życiu publicznym, w tym do świadomego i odpowiedzialnego udziału w wyborach. Program przyczynia się do ożywienia publicznej debaty o lokalnych problemach z udziałem mieszkańców i władz samorządowych oraz zaszczepia poczucie współodpowiedzialności – zarówno władz, jak i mieszkańców – za decyzje podejmowane w dniu wyborów[4]. W ramach programu działa ogólnopolska akcja Masz Głos[5], a także prowadzone są kampanie profrekwencyjne oraz monitoring wyborów.

- Przeciwdziałanie uzależnieniom – program regionalny, działający w ramach sieci Instytutu Społeczeństwa Otwartego w regionie Europy Środkowo-Wschodniej, Azji Centralnej i Kaukazu, ma na celu szkolenie specjalistów w dziedzinie profilaktyki i leczenia alkoholizmu i narkomanii oraz upowszechnienie polskich doświadczeń w dziedzinie terapii i profilaktyki uzależnień oraz reedukacji sprawców przemocy domowej.
- ECFR Warszawa – warszawskie biuro Europejskiej Rady Spraw Zagranicznych utworzone we wrześniu 2011 roku. Celem warszawskiego biura jest włączanie do ogólnoeuropejskiej debaty o polityce zagranicznej UE polskich środowisk politycznych i eksperckich. Szczególnym obszarem zainteresowania warszawskiego biura ECFR jest polityka zagraniczna Polski oraz polityka unijna wobec naszych wschodnich sąsiadów: krajów Partnerstwa Wschodniego i Rosji, a także wobec Bałkanów Zachodnich i Turcji.

Fundacja administruje również powierzonymi jej funduszami firm i osób prywatnych. Fundusze te ustanawiane są na mocy umowy o darowiźnie zawieranej przez firmę lub osobę prywatną i Fundację, w ramach której Fundacja wspiera ze środków jej powierzonych projekty, instytucje i inicjatywy społeczne mieszczące się w zakresie jej działalności statutowej i leżące w polu zainteresowania darczyńcy.

## Władze

### Rada Fundacji
Rada spotyka się raz w roku. Do jej zadań należą:
- nadzór nad działalnością Fundacji
- wytyczanie głównych kierunków działań
- powoływanie i odwoływanie Prezesa i członków Zarządu
- przyjmowanie corocznych sprawozdań.

Członków pierwszego składu Rady powołał założyciel Fundacji, George Soros. Kolejnych powołuje swą decyzją sama Rada.
W skład Rady wchodzą:
- Andrzej Rychard – przewodniczący, socjolog, dyrektor Instytutu Filozofii i Socjologii PAN.
- Jan Krzysztof Bielecki – ekonomista, premier RP w 1991, przewodniczący Rady Gospodarczej przy Premierze RP w latach 2010–2014.
- Agnieszka Holland – reżyserka, scenarzystka, Prezydent Polskiej Akademii Filmowej.
- Helena Łuczywo – redaktorka, współzałożycielka Gazety Wyborczej.
- Marcin Matczak – radca prawny, partner w kancelarii Domański Zakrzewski Palinka.
- Andrzej Olechowski – ekonomista, wiceprzewodniczący Rady Nadzorczej Banku Handlowego S.A.
- Olga Tokarczuk – pisarka.
- Henryk Woźniakowski – wydawca, prezes zarządu Społecznego Instytutu Wydawniczego Znak.

W skład Rady wchodzili również: Olga Krzyżanowska, Jerzy Turowicz (jej przewodniczący w latach 1991–1999), Anna Radziwiłł (przewodnicząca w latach 1999–2009), Bronisław Geremek, Leszek Kołakowski, Krzysztof Michalski, ks. Józef Tischner oraz Marcin Król, który był przewodniczącym Rady w latach 2009–2020.

### Zarząd Fundacji
Działalnością Fundacji kieruje Zarząd powoływany przez Radę na dwuletnią kadencję. Do zadań Zarządu należy:
- podejmowanie wszelkich decyzji merytorycznych i finansowych dotyczących działalności Fundacji;
- powoływanie dyrektora Fundacji.

Zarząd spotyka się na comiesięcznych posiedzeniach.
W skład Zarządu wchodzą:
- Edwin Bendyk (prezes zarządu) – dziennikarz, twórca Ośrodka Badań nad Przyszłością Collegium Civitas. Wykładowca Graduate School for Social Research PAN. Publicysta tygodnika „Polityka”.
- Mikołaj Cześnik – socjolog, politolog, profesor Szkoły Wyższej Psychologii Społecznej, dyrektor Instytutu Nauk Społecznych SWPS. Od 2000 roku członek zespołu badawczego Polskiego Generalnego Studium Wyborczego.
- Anna Materska-Sosnowska(inne języki) – politolog, adiunkt w Zakładzie Systemów Politycznych Instytutu Nauk Politycznych Uniwersytetu Warszawskiego. Wykładowczyni Podyplomowego Studium Zagadnień Legislacyjnych Wydziału Prawa i Administracji UW.
- Szymon Gutkowski – strateg marketingowy, współzałożyciel i udziałowiec Grupy DDB Warszawa, założyciel Fundacji Projekt: Polska.

Doradcą zarządu jest Aleksander Smolar – politolog, wcześniej prezes Fundacji w latach 1991–2020.

## Finansowanie działalności
Fundacja Batorego finansuje swoją działalność ze środków własnych oraz dzięki dotacjom i darowiznom przekazanym jej przez polskie i zagraniczne instytucje prywatne i rządowe oraz osoby prywatne, a także dzięki wpłatom 1,5% podatku dochodowego od osób fizycznych.

## Kontrowersje
W lutym 2018 r. Fundacja Instytut na rzecz Kultury Prawnej Ordo Iuris wniosła skargę na bezczynność Fundacji Batorego w sprawie jej wniosku o dostęp do informacji publicznej. Wniosek ten dotyczył podziału tzw. Funduszy Norweskich, czyli środków przekazywanych za możliwość korzystania z rynku unijnego przez kraje do niego nie należące. Fundacja Batorego została ukarana przez Wojewódzki Sąd Administracyjny w Warszawie grzywną w wysokości 50 zł za przekroczenie ustawowego terminu na przekazanie skargi do sądu. Następnie 4 grudnia 2018 r. samą skargę na bezczynność Wojewódzki Sąd Administracyjny oddalił, uznając ją za bezzasadną. Wszystkie informacje na temat podziału funduszy norweskich (program Obywatele dla Demokracji) dostępne są na stronie programu.